# Jesus Dosado
Jesus Armamento Dosado (Sogod, 1 september 1939 - Ozamiz, 22 juni 2020) was een Filipijnse rooms-katholieke geestelijke. Dosado was van 1983 tot 2016 de aartsbisschop van het Aartsbisdom Ozamis.
Dosado werd tot priester gewijd op 28 mei 1966. Op 39-jarige leeftijd werd hij benoemd tot hulpbisschop van het aartsbisdom Cebu en titulair bisschop van Nabala. Een jaar later werd Dosado hulpbisschop van het aartsbisdom Cagayan de Oro. Op 21 juli 1981 werd hij benoemd als bisschop van het bisdom Ozamis. Toen het bisdom werd verheven naar de status van een aartsbisdom op 24 januari 1983, werd Dosado ook benoemd als de eerste aartsbisschop Ozamis.